# Archidium wattsii
Archidium wattsii là một loài rêu trong họ Archidiaceae. Loài này được Broth. I.G. Stone mô tả khoa học đầu tiên năm 1984.